# 2077
Cette page concerne l'année 2077  du calendrier grégorien.
L'année 2077 est une année commune qui commence un vendredi.
C'est la 2077e année de notre ère, la 77e année du IIIe millénaire et du XXIe siècle et la 8e année de la décennie 2070-2079.

## Autres calendriers
- Calendrier berbère : 3026 / 3027
- Calendrier hébraïque : 5837 / 5838
- Calendrier indien : 1998 / 1999
- Calendrier musulman : 1497 / 1498
- Calendrier persan : 1455 / 1456

## Fiction
Se déroulent en 2077 :
- les jeux vidéo Fallout (le 23 octobre 2077, les bombes nucléaires sont lancées pour mettre fin aux conflits mondiaux qui faisaient rage depuis plusieurs années) ;
- le film Oblivion ;
- le jeu vidéo de rôle Cyberpunk 2077, ainsi que l'animé qu'il a inspiré, Cyberpunk: Edgerunners ;
- la série Continuum (origine de l'histoire avant voyage temporelle vers 2012).
- la pièce de théâtre Si ce n'est toi d'Edward Bond.